# Drijfzaad

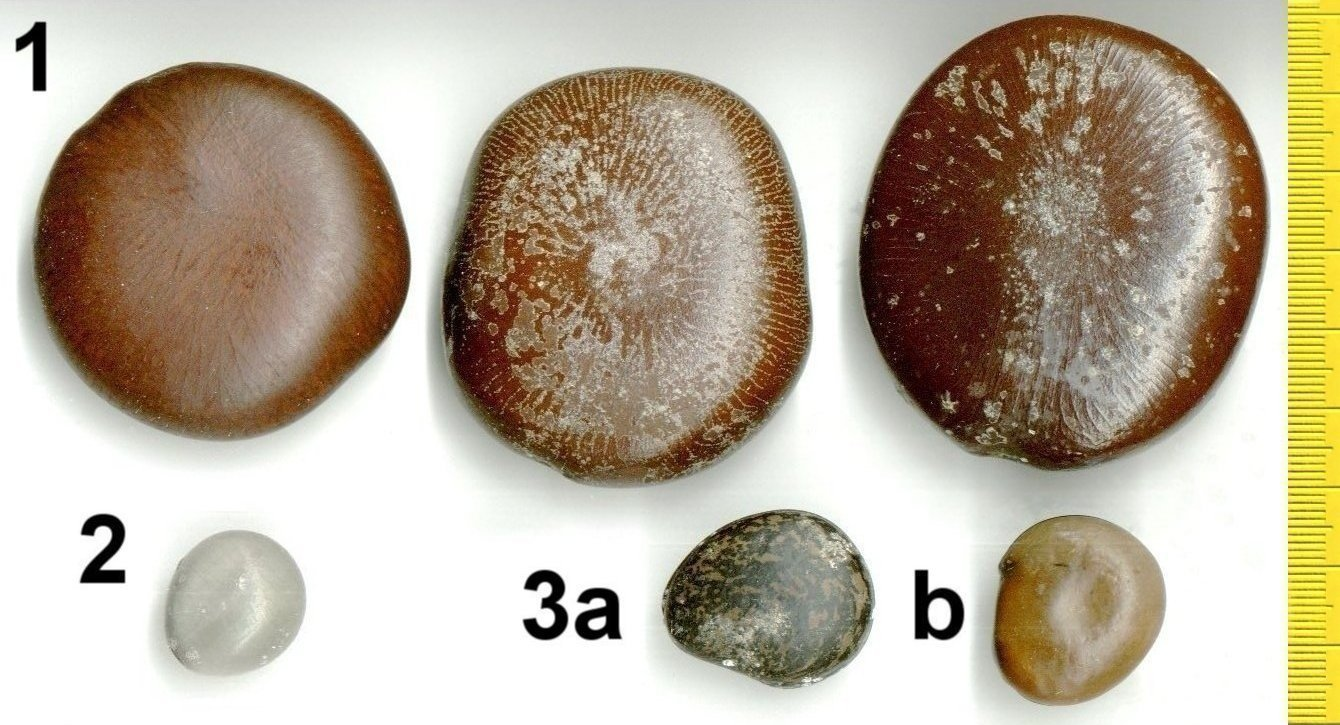
Verschillende drijfzaden. 1: zeeboon, 2: Caesalpinia bonduc, 3a/b: Mucuna gigantea

Een drijfzaad is een zaad dat op water drijft en op deze manier via rivieren of oceanen verspreid wordt. Sommige zaden kunnen hierbij een afstand van duizenden kilometers afleggen. De zaden hebben een lage dichtheid en zijn erop aangepast dat ze lange perioden van vochtigheid kunnen doorstaan. Ze komen meestal voor bij tropische plantensoorten. Af en toe spoelen drijfzaden ook in België of in Nederland aan.
Sinds 1996 bestaat het International Sea-Bean Symposium waar mensen die deze zaden bestuderen en verzamelen bij elkaar komen.
Voorbeelden van bomen die drijfzaden produceren:
- Coco de mer (Lodoicea maldivica)
- Indische koraalboom (Erythrina variegata)
- Kokospalm (Cocos nucifera)
- Krappa (Carapa guianensis)
- Zeeboon of Afrikaans droomkruid (Entada rheedii)
- Zeehart (Entada gigas)
- Barringtonia asiatica
- Caesalpinia bonduc
- Caesalpinia major
- Erythrina fusca
- Grias cauliflora
- Heritiera littoralis
- Manicaria saccifera
- Mucuna
- Ormosia
- Pandanus
- Terminalia catappa